# Troia, Foggia
Troia là một đô thị thuộc tỉnh Foggia trong vùng Puglia ở Ý. Đô thị này có diện tích 167,22 km², dân số thời điểm 31 tháng 12 năm 2006 là 7289 người.
Đô thị này có các làng sau: Borgo Giardinetto.
Đô thị này giáp với các đô thị sau: Biccari, Castelluccio dei Sauri, Castelluccio Valmaggiore, Celle di San Vito, Foggia, Lucera, Orsara di Puglia.